# HIStory3
 (novembre 2023).
Chronologie
HIStory2 HIStory4
HIStory 3 , est la troisième saison de la web-série HIStory et se compose de deux histoires indépendantes (Trapped et Make Our Days Count) de vingt épisodes chacune.

## Trapped
Crossing The Line Make Our Days Count

### Distribution
- Jake Hsu (zh) : Meng Shao Fei
- Chris Wu (zh) : Tang Yi
- Andy Bian (zh) : Jack
- Kenny Chen (zh) : Zhao Li An

## Make Our Days Count
Trapped Close to You

### Distribution
- Wayne Song (zh) : Xiang Hao Ting
- Huang Juan Zhi (zh) : Yu Xi Gu
- Thomas Chang (zh) : Lu Zhi Gang
- Wilson Liu (zh) : Sun Bo Xiang